# Boris von Schlippe
Boris Fiodorowicz von Schlippe, ros. Борис Федорович Фон Шлиппе (ur. w 1903 w Moskwie, zm. w 1973 w Monachium) – rosyjski biały emigrant, inżynier lotniczy, oficer Najwyższego Dowództwa Wehrmachtu podczas II wojny światowej.
Jego rodzina w 1920 r. wyemigrowała do Niemiec. Boris F. von Schlippe ukończył politechnikę w jednym z niemieckich miast. Pracował jako inżynier lotniczy w zakładach „Junkers” w Dessau. W latach 20. brał udział w tajnych wojskowych pracach badawczych na terytorium ZSRR, które były prowadzone w celu ominięcia postanowień Traktatu Wersalskiego. Był współprojektantem wielu niemieckich samolotów cywilnych i wojskowych. W trakcie II wojny światowej służył w jednym z oddziałów Oberkommando der Wehrmacht (OKW). Po zakończeniu wojny do 1946 r. przebywał w amerykańskiej strefie okupacyjnej Niemiec, po czym powrócił do pracy w zakładach „Junkers”.